# Telephantasm
Telephantasm es un álbum recopilatorio de la banda de grunge estadounidense Soundgarden. Con canciones que abarcan 14 años de carrera de la banda, fue lanzado el 28 de septiembre de 2010, a través de A&M Records. El álbum fue certificado platino por la RIAA, un día después de lanzar un millón de discos incluido en los paquetes de extras del videojuego Guitar Hero: Warriors of Rock. Es el primer álbum de Soundgarden tras 12 años de inactividad, y el segundo recopilatorio de grandes éxitos después de A-Sides. El álbum incluye un tema inédito como sencillo, Black Rain, extraído de las sesiones de grabación de Badmotorfinger en 1991, y remezclado en 2010 con nuevas partes vocales de Chris Cornell en el estribillo, y mejorado en la parte instrumental. Lanzado el 17 de agosto de 2010, Black Rain debutó en el puesto #96 de la US Billboard Hot 100, además de quedar nominada como "Mejor Interpretación de Hard Rock" en los Premios Grammy 2011.
La versión de un CD viene con el juego Guitar Hero: Warriors of Rock, que incluye Black Rain en el disco, y el resto del álbum disponible como contenido descargable. La edición especial (o Deluxe Edition) viene con dos CD de audio, y un DVD con los videos musicales de la banda. En noviembre del mismo año, salió a la venta el sencillo The Telephantasm, un tema inédito del álbum Screaming Life, cuya mezcla se rehízo en el 2010. El tema venía originalmente incluido como bonus track comprando el álbum en iTunes. El vinilo trae como cara B una versión en vivo de Gun.
El arte de la portada del álbum, con la característica imagen del lobo, fue diseñado por Josh Graham, también encargado del arte de Neurosis y otras bandas.

## Lista de canciones
| N.º | Título                               | Música                                  | Duración |  |
| 1.  | «Hunted Down»                        | Kim Thayil                              | 2:41     |  |
| 2.  | «Hands All Over»                     | Kim Thayil                              | 5:58     |  |
| 3.  | «Outshined»                          | Chris Cornell, Kim Thayil               | 5:11     |  |
| 4.  | «Rusty Cage»                         | Matt Cameron, Chris Cornell             | 4:25     |  |
| 5.  | «Birth Ritual»                       | Chris Cornell, Kim Thayil, Ben Shepherd | 6:05     |  |
| 6.  | «My Wave»                            | Chris Cornell, Kim Thayil               | 5:13     |  |
| 7.  | «Spoonman»                           | Chris Cornell                           | 4:08     |  |
| 8.  | «Black Hole Sun»                     | Chris Cornell                           | 5:19     |  |
| 9.  | «Fell on Black Days»                 | Chris Cornell                           | 4:39     |  |
| 10. | «Burden in My Hand»                  | Chris Cornell                           | 4:50     |  |
| 11. | «Blow Up the Outside World»          | Chris Cornell                           | 5:46     |  |
| 12. | «Black Rain» (Previously Unreleased) | Kim Thayil, Ben Shepherd                | 5:25     |  |

## Deluxe Edition 2 CD/DVD

### CD 1
| N.º | Título                                        | Duración |  |
| 1.  | «All Your Lies (Deep Six Version)»            | 3:52     |  |
| 2.  | «Hunted Down»                                 | 2:41     |  |
| 3.  | «Fopp»                                        | 3:38     |  |
| 4.  | «Beyond the Wheel»                            | 4:23     |  |
| 5.  | «Flower (BBC Session)»                        | 3:28     |  |
| 6.  | «Hands All Over»                              | 5:28     |  |
| 7.  | «Big Dumb Sex»                                | 4:11     |  |
| 8.  | «Get on the Snake (Live)»                     | 3:30     |  |
| 9.  | «Room a Thousand Years Wide (Single Version)» | 4:14     |  |
| 10. | «Rusty Cage»                                  | 4:27     |  |
| 11. | «Outshined»                                   | 5:11     |  |
| 12. | «Slaves & Bulldozers»                         | 6:58     |  |

### CD 2
| N.º | Título                                                                                | Duración |  |
| 1.  | «Jesus Christ Pose (Live)»                                                            | 7:13     |  |
| 2.  | «Birth Ritual»                                                                        | 6:04     |  |
| 3.  | «My Wave»                                                                             | 5:15     |  |
| 4.  | «Superunknown»                                                                        | 5:09     |  |
| 5.  | «Spoonman»                                                                            | 4:07     |  |
| 6.  | «Black Hole Sun»                                                                      | 5:20     |  |
| 7.  | «Fell on Black Days (Video Version)»                                                  | 4:46     |  |
| 8.  | «Burden in My Hand»                                                                   | 4:49     |  |
| 9.  | «Dusty»                                                                               | 4:36     |  |
| 10. | «Pretty Noose (Live on SNL)»                                                          | 4:25     |  |
| 11. | «Blow Up the Outside World (MTV Live 'N' Loud)»                                       | 5:32     |  |
| 12. | «Black Rain»                                                                          | 5:26     |  |
| 13. | «The Telephantasm» (Descarga exclusiva de iTunes, escrita y compuesta por Kim Thayil) | 2:57     |  |

### DVD
| N.º | Título                                         | Duración |  |
| 1.  | «Flower»                                       |          |  |
| 2.  | «Hands All Over»                               |          |  |
| 3.  | «Loud Love»                                    |          |  |
| 4.  | «Jesus Christ Pose (Original Version)»         |          |  |
| 5.  | «Outshined»                                    |          |  |
| 6.  | «Rusty Cage»                                   |          |  |
| 7.  | «My Wave»                                      |          |  |
| 8.  | «Spoonman»                                     |          |  |
| 9.  | «The Day I Tried to Live (Uncensored Version)» |          |  |
| 10. | «Black Hole Sun»                               |          |  |
| 11. | «Fell on Black Days»                           |          |  |
| 12. | «Pretty Noose (Uncensored Version)»            |          |  |
| 13. | «Burden in My Hand»                            |          |  |
| 14. | «Blow Up the Outside World (Uncensored)»       |          |  |

### Bonus
| N.º | Título                                         | Duración |  |
| 1.  | «Spoonman (Mash-up Version)»                   |          |  |
| 2.  | «The Day I Tried to Live (European Version)»   |          |  |
| 3.  | «Superunknown»                                 |          |  |
| 4.  | «Pretty Noose (International Version)»         |          |  |
| 5.  | «Pretty Noose (Alternate Ending)»              |          |  |
| 6.  | «Blow Up the Outside World (Censored Version)» |          |  |